# Arothron caeruleopunctatus
Arothron caeruleopunctatus is een  straalvinnige vissensoort uit de familie van kogelvissen (Tetraodontidae). De wetenschappelijke naam van de soort is voor het eerst geldig gepubliceerd in 1994 door Matsuura.